# Mecistocephalus obscuratus
Mecistocephalus obscuratus är en mångfotingart som först beskrevs av Carl Graf Attems 1953.  Mecistocephalus obscuratus ingår i släktet Mecistocephalus och familjen storhuvudjordkrypare.
Artens utbredningsområde är Vietnam. Inga underarter finns listade i Catalogue of Life.